# عبد العزيز مؤمنة
عبد العزيز بن محمد مؤمنة (1932- )، كاتب وصحفي سعودي، أسس أول صحيفة اقتصادية سعودية تحت عنوان (الأسبوع التجاري)، وهو مؤسس مجلة (أهلًا وسهلًا) الصادرة عن الخطوط الجوية السعودية، وكان رئيس تحرير مجلة قافلة الزيت (القافلة حاليًا)، الصادرة عن شركة أرامكو السعودية، ومديرًا لإدارة النشر في الشركة.

## حياته
ولد في مكة عام 1932، وفيها أكمل تعليمه العام ثم التحق بمدرسة تحضير البعثات، وتمكن من الدراسة في جامعة القاهرة حيث حصل على بكالوريوس الاقتصاد، ثم انتقل إلى الولايات المتحدة وحصل على الماجستير من جامعة جورجتاون في واشنطن، وبعد عودته عمل في شركة أرامكو سكرتيرًا لتحرير مجلة القافلة ثم رئيسًا لتحريرها، كما كان مديرًا للنشر في الشركة، وعمل أيضًا بصفته مستشارًا لدى شركتي الكهرباء في جدة ومكة.

## أعماله
- أسس صحيفة الأسبوع التجاري عام 1962.
- أصدر نشرة (رسالة البترول) من بيروت.
- أسس مجلة أهلًا وسهلًا، الصادرة عن الخطوط الجوية السعودية عام 1976.[1][2]

## مؤلفاته
- البترول والمستقبل العربي (1976).[1]